# (214869) 2007 PA8
(214869) 2007 PA8 este un asteroid cu un diametru de cca. 1,6 km care la 5 noiembrie 2012 s-a apropiat de Pământ la cca. 6,5 milioane km (de 17 ori distanța Lună-Pământ). A fost descoperit la 9 august 2007 de către LINEAR. Este un asteroid Apollo și a fost clasificat ca PHA.

## Legături externe
- http://stirileprotv.ro/stiri/stiinta/a-trecut-pe-langa-pamant-luna-trecuta-dar-nu-l-ai-observat-nasa-l-a-fotografiat-foto-in-premiera.html
- NASA Radar Images Asteroid 2007 PA8
- 214869
- http://www.segnidalcielo.it/2012/11/14/nibiru-la-nasa-nasconde-qualcosa-perche-i-giornali-piu-importanti-del-mondo-come-cnn-bbc-nbc-aljazeera-itn-e-nos-ne-hanno-parlato-e-poi/ Arhivat în 16 noiembrie 2012, la Wayback Machine.